# Boromir
Boromir je lik iz fantazijske trilogije Gospodar prstanov angleškega pisatelja J.R.R. Tolkiena.
Boromir je sin Denethorja, namestnika v Minas Tirithu, njegov mlajši brat je Faramir. Po Elrondovem posvetu postane član bratovščine prstana, ki hobitu Frodu Bisaginu pomaga odnesti Edini Prstan v Mordor.
Je prvi izmed bratovščine, ki ga Prstanova moč premami in pod Amon Henom si ga skuša na silo prilastiti. Frodo se mu s pomočjo Prstana izmakne in Boromir se zave svoje napake, kmalu zatem pa umre v bitki, ko hoče obvarovati Merjadoka in Pipina pred orki.